# Treubia combretocarpa
Treubia combretocarpa là một loài rêu trong họ Treubiaceae. Loài này được Pierre mô tả khoa học đầu tiên năm 1899.
Danh pháp khoa học của loài này chưa được làm sáng tỏ. 